# Rauvolfia aphlebia
Rauvolfia aphlebia är en oleanderväxtart som först beskrevs av Paul Carpenter Standley, och fick sitt nu gällande namn av Alwyn Howard Gentry. Rauvolfia aphlebia ingår i släktet Rauvolfia och familjen oleanderväxter. Inga underarter finns listade i Catalogue of Life.